# Cesjonariusz
Cesjonariusz (niem. Zessionar) – osoba, która przyjmuje prawa przelane na nią przez kogoś innego. Taki przelew uprawnień, najczęściej wierzytelności, w prawniczej terminologii nazywany jest cesją. Cesjonariusz rzeczone uprawnienia otrzymuje od cedenta, czyli drugiej osoby uczestniczącej w cesji.
W prawie międzynarodowym cesjonariuszem określa się państwo, które obejmuje władzę na terytorium, do którego w formie cesji praw zrzekło się inne państwo, nazywane w tym przypadku cedentem.